# Béldi-kastélyok (Bodola)
A Barcaság és Háromszék közötti Bodola község nevezetes épületei között tartják számon a Béldi család kastélyait. Az ősfenyvesekkel körülvett első barokk stílusú kastélyt Béldi László építtette 1731-ben.  A második Béldi-kastély a 18. század közepén épült.

## Története
A település első írásos említése az 1211-es,  II. András király által a Barcaságba telepített Német Lovagrend adománylevelében jelent meg.
A falu neve 1288-ban  Budula néven volt bejegyezve,  amikor IV. (Kun) László király Simon fia Miklós brassói ispánnak  adományozta. Az 1332. évi pápai tizedjegyzékben önálló egyházközségként, villa Buduli néven szerepelt.
A bodolai birtok 1476-ban került a Béldi család tulajdonába. A korabeli dokumentumok szerint Béldi Albert házasság révén lett a bodolai Teel-birtokot gazdája, amely azután évszázadokon át a Béldiek tulajdonában is maradt.
1519-ben II. (Jagelló) Lajos király Bodolát a brassóiaknak adományozta, majd 1539-ben I. (Zápolya) János király által újra a Béldiek tulajdonába  került a bodolai birtok.  A család folyamatosan növelte birtokait és próbálta ellenőrzése alatt tartani a jelentős kereskedelmi útvonalakat is, amelyek a településről Moldvába és Havasalföldre vezetnek.
Az egykori várkastély első írásos említése az 1620-as évekre tehető, amikor  Béldi (II.) Kelemen megerősítette az épületet és a kerttel is bővíttette.
Miután 1677-ben Béldi Pál a Portára menekült, I. Apafi Mihály leromboltatta az épületet, és az uradalom egy részét zabolai Mikes Kelemennek adta.
A vár helyén a 19. század második felében, a nemesi ágból származó Béldi (II.) Tivadar és Dénes által felajánlott területen iskola épült.

## Az első Béldi-kastély

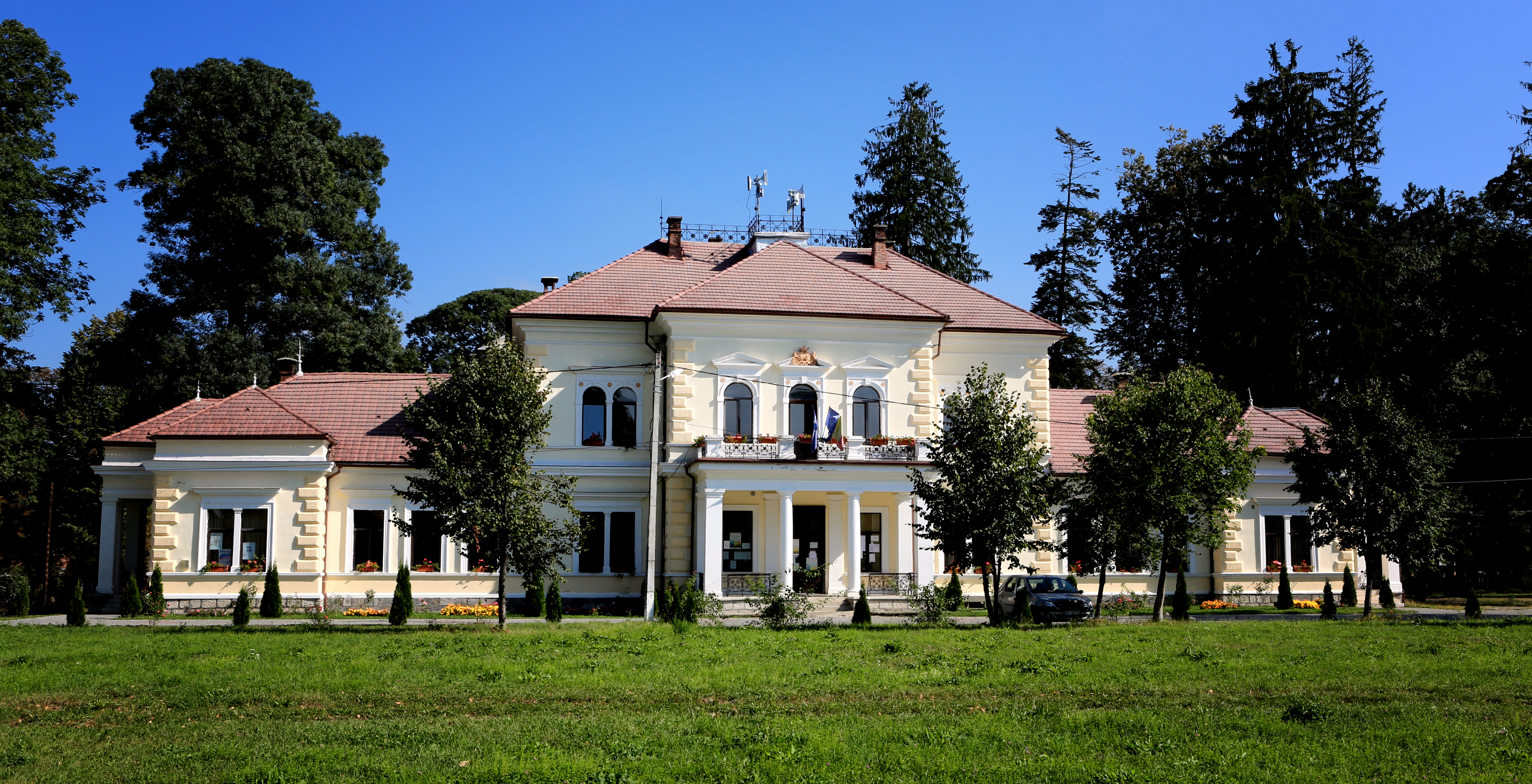

A faluban ma két Béldi-kastély is található. Az elsőt 1731-ben kezdte építtetni (I.) László, (III.) Pál unokája, (III.) Kelemen és Henter Krisztina gyermeke, a grófi címet nyert (I.) József édestestvére.
Az első jelentősebb átalakítás 1770-ben Béldi (I.) Tivadar megrendelésére történt, aki a kastély kertjébe római katolikus kápolnát is építtetett.
Az utolsó felújítások már a 19. század végére tehetők, akkor Béldi (II.) Tivadar (1848-1928) Pákei Lajos kolozsvári építészt bízta meg az átalakítással és bővítéssel. Az épület központi részének megemelése és több díszítőelem is ezen felújítás eredménye.
Az épület utolsó nemesi tulajdonosa Béldi László (1870-?), Nagy-Küküllő vármegye főispánja volt. A második világháború végén a Béldiek eladták a kastélyt Barbu Pantazi román mérnöknek, akitől néhány év múlva államosították az épületet.
A kommunizmus éveiben a kastélyban és a környező parkban hosszú ideig úttörőtáborokat szerveztek, majd két évig a község iskolája működött az épületbe.
A rendszerváltás előtt két éven át üresen állt, azután a posta, majd a polgármesteri hivatal költözött a kastélyba.
Pantazi mérnöknek nem volt örököse így az épület a  polgármesteri hivatal használatában maradt, ahol felújítási munkálatokat végeztek. A földszinti részben már működik a hivatal, az emeleti azonban még nem készült el. Az egykori táncterem helyén alakítják ki az önkormányzati gyűléstermet.

### Leírása
A kastély eredetileg barokk és klasszicista stílusban épült. Szimmetrikus épület, nagy, emeletes központi tömbjéhez mindkét oldalról földszintes épületrészek csatlakoznak. 
A főhomlokzat középső részén az épület impozáns jellegét középrizalit hangsúlyozza. A hat oszlopon nyugvó emeleti, nyitott erkélyt hat kis pillér és a közöttük lévő kovácsoltvas mellvéd zárja le. Az erkélyre két díszes, félköríves ablak és egy ajtó nyílik. Az ablakok szemöldökpárkányai csak egyik oldalon háromszögűek, a kastély többi részén egyenesek. A teraszra nyiló kijárat fölötti oromzaton Béldi-Sigmond kettős címer van elhelyezve, amely az utolsó építkezések megrendelőire utal.
A hátsó homlokzat központi részén két-két egyszerű, kerek oszlop három részre tagolja a bejáratot és az emeleti nyitott teraszt.
A földszintes szárnyak végein, mindkét hosszanti homlokzaton, kissé előreugró rizalit található. Az oldalsó homlokzatokat két eltérő kivitelezésű, oszlopos előcsarnok emeli ki. A főhomlokzat középrizalitjának sarkai, illetve a fő- és hátsó homlokzati oldalrizalitok sarkai kváderes díszítésűek.
A belső berendezési tárgyak az államosítás után nagyrészt megsemmisültek, viszont épen megmaradt néhány szépen faragott ajtó, a gyönyörű faburkolatos mennyezet és a földszinti hall kandallója.

## A második Béldi-kastély
A 18. század közepén épült a  második Béldi-kastély. 
Az épületet gr. Béldi (IV.) Ferenc (1872-1942) feleségétől, gr. Mikes Rozáliától (1868-1962) államosították. Az államosítás után a kastélynak különféle rendeltetései  voltak: előbb leányjavítóintézet, majd 1965 után a szomszédos Mikes-kastélyban létrehozott mezőgazdasági líceum étkezdéje működött ott. 1982-ben az ONT Carpaţi turisztikai intézménynek adták át, amely a bodolai Béldi-, Mikes és Nemes-birtokon disznófarmot létesített. A rendszerváltás után az Aro Palace Rt. raktárként használta az épületet.
Az épületegyüttest jelenleg Mikes Imre (1942) és családja teszi rendbe, a kapuépületbe fia, Zsigmond (1972) és felesége költözik. A Németországból hazatelepült család a felújítás után turisztikai célra is hasznosítaná a visszaszerzett birtokot.

### Leírása
A birtok bejáratánál látható az emeletes, T alakú kapuépület. A két szárny találkozásánál, a földszinti részen nagy, félköríves kocsiáthajtót alakítottak ki. A szimmetrikus, téglalap alaprajzú főépülethez mindkét oldalán négyszögű bástya csatlakozik. A főhomlokzat középső részén a bástyákhoz hasonló portikusz épült, amelyből a kastély „palotaként" emlegetett terme nyílik. A portikuszt és a két sarokbástyát is pártázat koronázza.
A kastély két szárnya azonos elrendezésű, így a szimmetria az épületben is fellelhető. Összesen 10 szobája van, ezek nagyobb része szépen boltozott. 
A portikuszon lévő vakolatdísz megörökítette az építtető kezdőbetűit és az építés dátumát:  G.B.I. 1751.